# Nericonia
Nericonia is een kevergeslacht uit de familie van de boktorren (Cerambycidae). De wetenschappelijke naam van het geslacht werd voor het eerst geldig gepubliceerd in 1869 door Pascoe.

## Soorten
Nericonia omvat de volgende soorten:
- Nericonia fuscicornis Aurivillius, 1927
- Nericonia glabricollis Heller, 1915
- Nericonia luzonensis Vives, 2012
- Nericonia mindoroensis Villiers, 1959
- Nericonia nigra Gahan, 1894
- Nericonia opacella Aurivillius, 1927
- Nericonia trifasciata Pascoe, 1869
- Nericonia x-litterata Heller, 1924